# Brallo di Pregola
Brallo di Pregola é uma comuna italiana da região da Lombardia, província de Pavia, com cerca de 930 habitantes. Estende-se por uma área de 46 km², tendo uma densidade populacional de 20 hab/km². Faz fronteira com Bobbio (PC), Cerignale (PC), Corte Brugnatella (PC), Santa Margherita di Staffora, Zerba (PC).

## Demografia
| Variação demográfica do município entre 1861 e 2011                               |
|                                                                                   |
| Fonte: Istituto Nazionale di Statistica (ISTAT) - Elaboração gráfica da Wikipedia |